# José Luis Roselló Serra
José Luis Roselló Serra (Ibiza, 21 de agosto de 1943) es un antiguo diplomático español. Desde el 9 de octubre de 2010 hasta el 30 de agosto de 2013 fue embajador de España en Omán.
Licenciado en Derecho, ingresó en 1973 en la carrera diplomática. Estuvo destinado en las representaciones diplomáticas españolas en Nicaragua, Estados Unidos, representación permanente de España ante las Naciones Unidas y Marruecos, donde fue jefe de la Oficina Comercial. Ha sido sucesivamente Embajador de España en Angola, en Kuwait, en Misión Especial para Asuntos de Medio Ambiente y en Misión Especial para Asuntos del Mar. En 2003 fue nombrado Cónsul General de España en Casablanca y desde julio de 2006 hasta 2010 fue embajador representante permanente de España ante la Oficina de la Organización de las Naciones Unidas y los Organismos Internacionales con sede en Viena.